# Carlos Delgado Chalbaud
Carlos Román Delgado Chalbaud (Caracas, 20 de enero de 1909-Caracas, 13 de noviembre de 1950) fue un político, militar, dictador e ingeniero venezolano. Fue presidente de la junta militar de gobierno de los Estados Unidos de Venezuela después del golpe de Estado de 1948 hasta su muerte durante un secuestro en Caracas. Ha sido el único presidente de Venezuela víctima de un magnicidio.

## Primeros años

### Juventud y familia
Su padre fue Román Delgado Chalbaud, quien participó en la Revolución Libertadora contra Cipriano Castro y, de igual manera, formó parte del gobierno de Juan Vicente Gómez. Más adelante, Román se distancia de Gómez por la intención de este último de perpetuarse en el poder. Conocido como Carlos Delgado Chalbaud, usaba los apellidos de su padre Román Delgado Chalbaud como forma de homenaje a su memoria. Mientras tanto, su madre fue la merideña Luisa Elena Gómez Velutini, nieta del banquero Eleuterio Gómez, quien había financiado anteriormente a Cipriano Castro.
Su prima Flor María Chalbaud fue esposa del general Marcos Pérez Jiménez, con quien más adelante compartiría un triunvirato militar.
Cuando tenía cuatro años de edad, su padre fue puesto preso en La Rotunda por órdenes del general Juan Vicente Gómez, quien fue su padrino. Como medida de seguridad, su familia se exilió en París, Francia.

### Residencia, estudios y matrimonio en Francia
Delgado Chalbaud realizó sus estudios secundarios en el Lycée Lakanal en París, Francia. Durante su estancia en Francia primero establece relaciones sentimentales con Juliette Jomeau, una estudiante de ciencias sociales proveniente de clase alta parisina con ascendencia en la nobleza de la Rusia zarista, quien era activista de derecha en la Universidad de París (La Sorbona). Con Jomeau concibe los mellizos Carlos Román y Román Carlos. Sin embargo, Jomeau decide no tener una vida conyugal con Delgado.
Con s20 años aborda el crucero Falke en el puerto de Gdynia (Polonia), el cual desembarcó en las costas de Cumaná el 11 de agosto de 1929, con la finalidad de derrocar al general Juan Vicente Gómez. En esta operación fallida murió su padre Román que estaba al mando de los expedicionarios. Tras este hecho, Carlos Delgado Chalbaud se exilia primero en la isla de Granada y luego en Martinica donde conoció a Rómulo Betancourt.

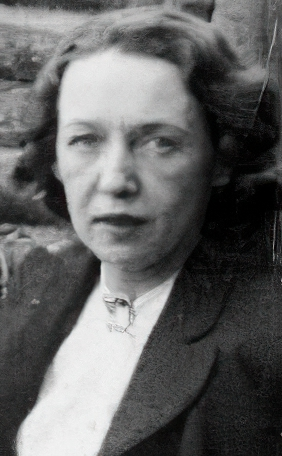
Ludbow Berliand, esposa de Carlos Delgado

Posteriormente, decide regresar a París donde completa sus estudios de ingeniería civil en la École des Travaux Publics. Se casa durante este tiempo, el 21 de febrero de 1933, con una estudiante de origen judío-rumano, Ludbow Berliand, de filiación comunista, además de frecuentar círculos radicales universitarios parisinos y estableciendo contactos con prácticamente todos los grupos de exiliados, tanto europeos como latinoamericanos, que residían en la capital francesa. Con Devine nace su primera hija: Elena.
Trató sin mucho éxito, de encabezar un nuevo plan de invasión a Venezuela y para ello entra en contacto con los amigos de su padre y viaja a Barcelona (España) donde establece lazos de amistad con el escritor Rómulo Gallegos en cuya casa se hospeda junto a su esposa Devine.
Luego de la muerte del general Gómez en 1935, regresó a Venezuela. El presidente Eleazar López Contreras consideró entonces la posibilidad de incorporarlo a las Fuerzas Armadas, pero antes lo envía nuevamente a Francia con el fin de que complete sus estudios.

### Carrera militar
Graduado de ingeniero en 1937, asiste a la Escuela Superior de Guerra de Versalles y al volver a Venezuela en 1939 es incorporado al ejército como capitán (asimilado) adjunto al servicio de Ingeniería Militar en Caracas y luego como capitán comandante de la segunda compañía del Batallón de Ingenieros Francisco Avendaño (1941).

## Carrera política

### Ministro de Defensa

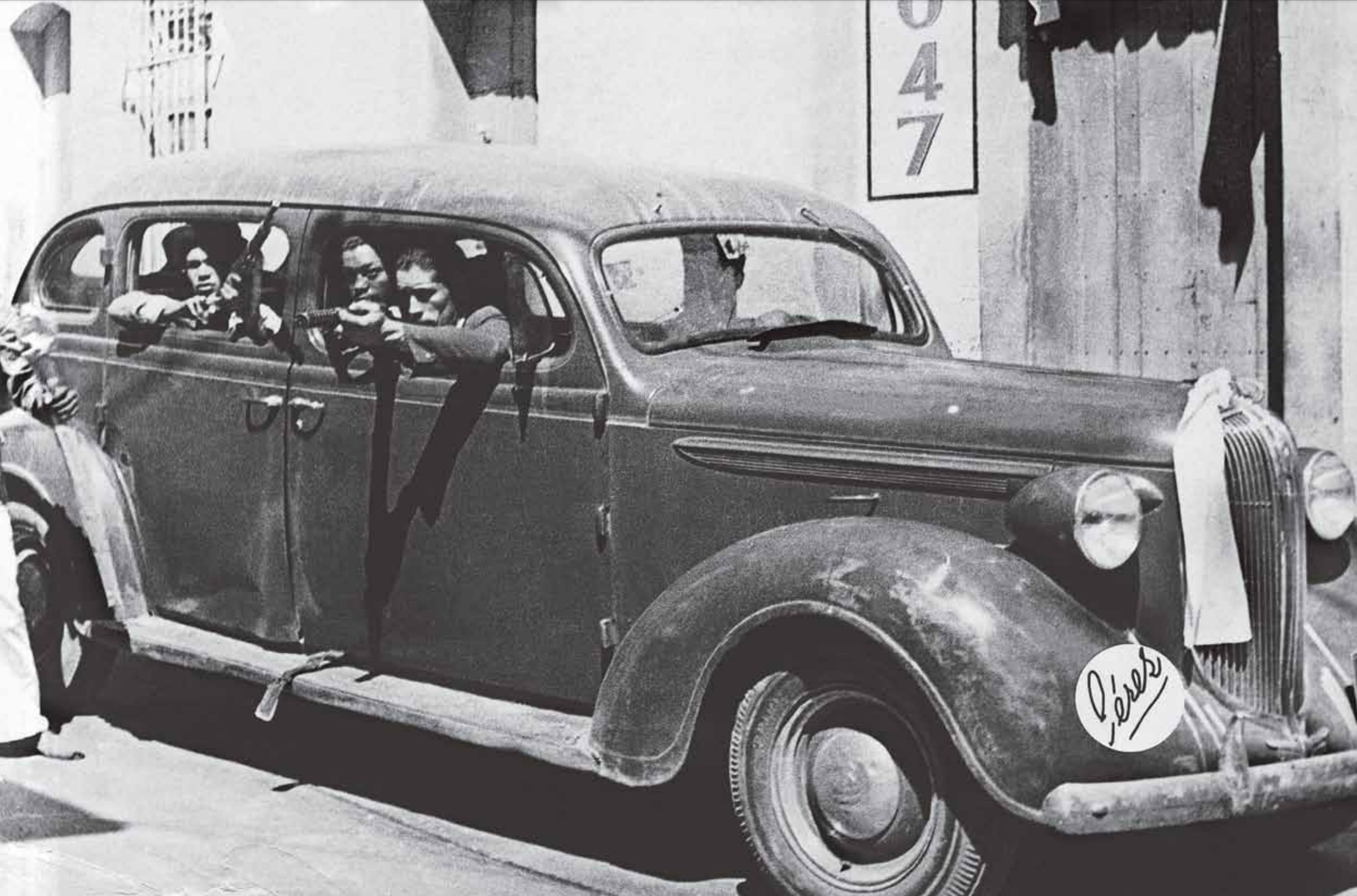
En los combates del 18 de octubre de 1945 participan unos cuantos civiles mal armados que apoyan a las tropas alzadas

Carlos Delgado Chalbaud se asoció como uno de los oficiales de las Fuerzas Armadas del grupo castrense que derrocó al general Isaías Medina Angarita, durante el golpe de Estado en Venezuela de 1945 y fue nombrado ministro de la Defensa de la Junta Revolucionaria de Gobierno que lo sustituyó en el poder la cual fue presidida por Rómulo Betancourt. 

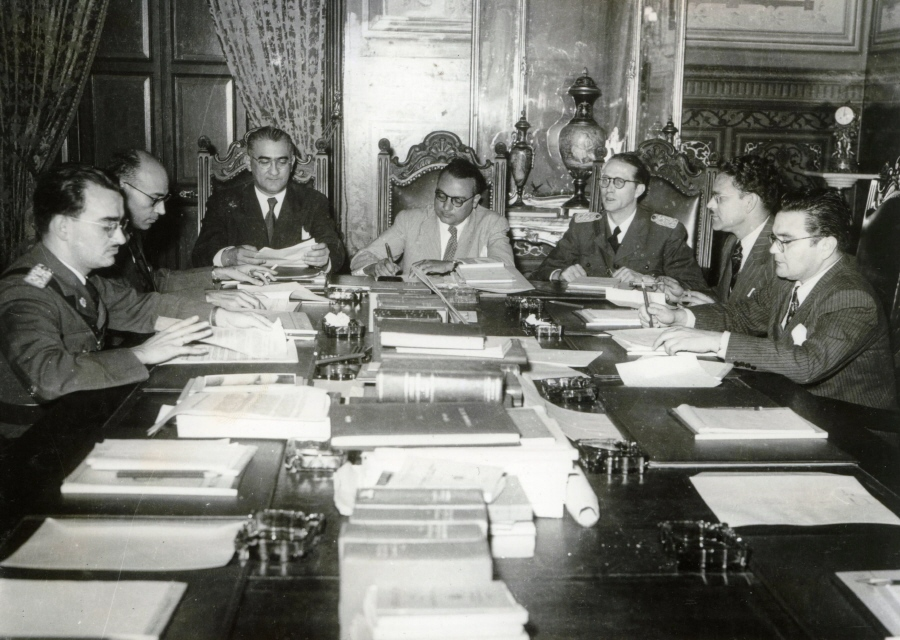
Miembros del Junta Revolucionaria de Gobierno en 1945. De izquierda a la derecha: Mario Ricardo Vargas, Raúl Leoni, Valmore Rodríguez, Betancourt, Carlos Delgado Chalbaud, Edmundo Fernández y Gonzalo Barrios.

Fue ratificado en el cargo por Rómulo Gallegos, primer presidente venezolano electo por el voto universal, directo y secreto, formando parte del grupo que lo derrocó en el golpe de Estado en Venezuela de 1948.

### Dictadura
Delgado Chalbaud había vivido en casa de Gallegos mientras este se encontraba en su exilio español y quien decía que sentía un «cariño filial por el militar», y es nombrado entonces Presidente del triunvirato de la Junta militar que lo sucede, junto a Marcos Pérez Jiménez y Luis Llovera Páez. 
Su distanciamiento con Pérez Jiménez se va acrecentando a medida que se debaten las alternativas para institucionalizar el nuevo régimen, también tuvo que afrontar la Huelga petrolera de 1950 y algunos intentos de alzamiento de parte de Acción Democrática, el Partido Comunista de Venezuela y Confederación de Trabajadores de Venezuela. A comienzos de 1950, se discute sobre un acuerdo para convocar a elecciones, disolver la Junta Militar y entregarle la Presidencia a un candidato de entendimiento entre los partidos políticos y las Fuerzas Armadas que sería el propio Delgado Chalbaud, quien se estaba perfilando como una personalidad política de primera importancia, pero su candidatura se vio interrumpida por el magnicidio del 13 de noviembre de 1950.

### Magnicidio

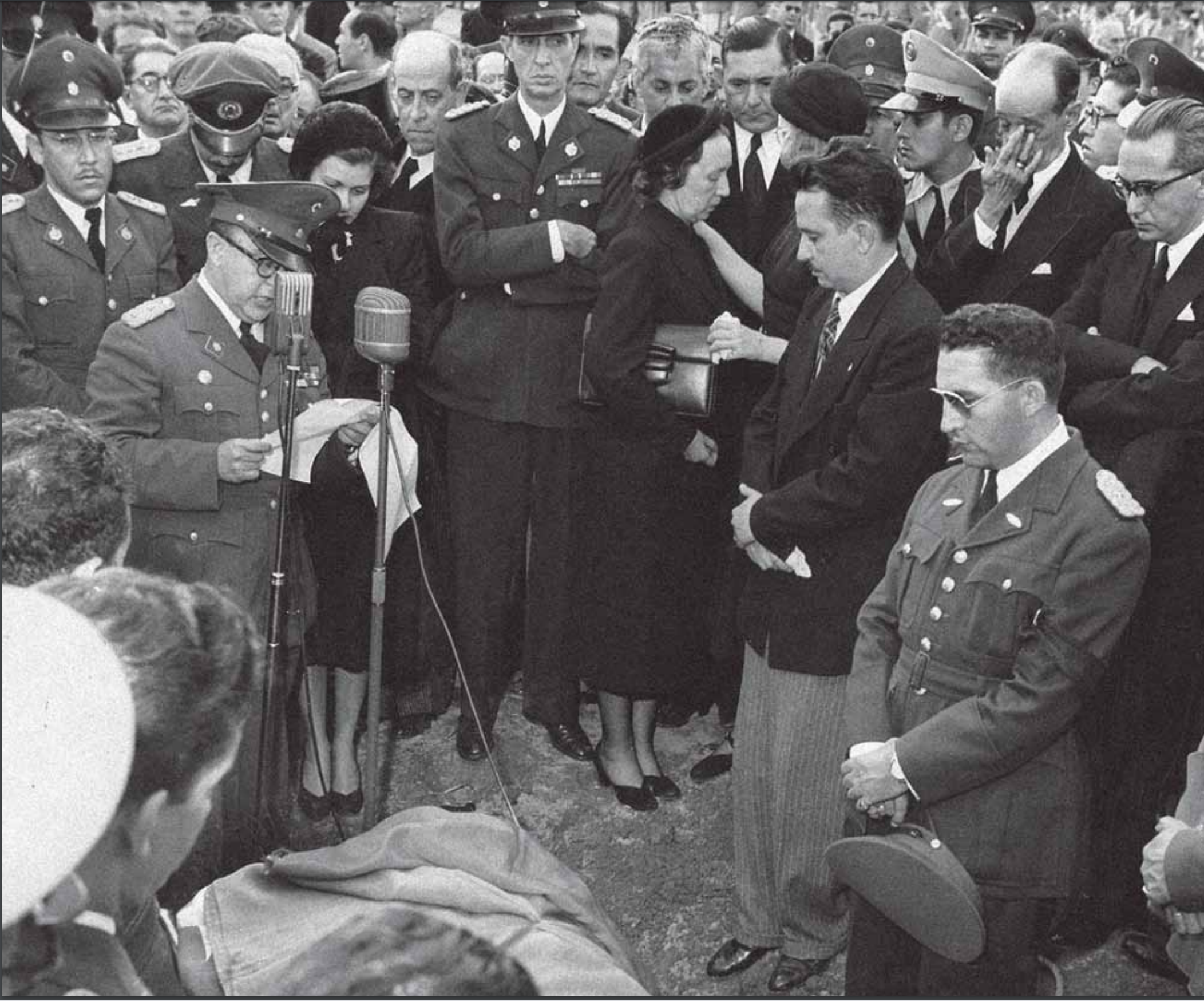
Entierro de Carlos Delgado Chalbaud

El lunes 13 de noviembre de 1950, en horas de la mañana, Delgado Chalbaud fue secuestrado por un grupo encabezado por Rafael Simón Urbina, quien había sido presidente encargado del estado Amazonas. Urbina pretendía extorsionar a Delgado Chalbaud para que renunciara a la presidencia de la Junta Militar de Gobierno, sin embargo, a uno de sus hombres se le disparó el arma, hiriéndolo. Chalbaud fue asesinado en circunstancias no esclarecidas por Domingo Urbina, Carlos Mijares y Pedro Antonio Díaz en el único magnicidio a un mandatario en funciones de la historia de Venezuela.
Urbina escapó y se refugió en la Embajada de Nicaragua en Venezuela, de donde le dictó una carta a Marcos Pérez Jiménez que decía: «Desde que llegué al país deseé que usted fuera el presidente, el comandante Delgado Chalbaud está gravemente herido, yo estoy en las mismas condiciones en la embajada de Nicaragua, donde le pido protección». Sin embargo, fue sacado por una comisión del gobierno y posteriormente llevado a la cárcel del Obispo, siendo asesinado durante su traslado a la cárcel Modelo por miembros de la Seguridad Nacional. La muerte de Delgado Chalbaud nunca fue esclarecida del todo respecto a Urbina después de que este fuese asesinado por la Dirección de Seguridad Nacional.
La noticia fue dada a conocer a la gente por el general Marcos Pérez Jiménez. El magnicidio de Chalbaud provocó una crisis política nacional y obligó a reorganizar la Junta militar. Se decidió convertirla en una "Junta de Gobierno" y se consultó a varios civiles notables como el doctor Arnoldo Gabaldón, que había adquirido fama por la lucha antimalárica en el país, como uno de los candidatos a sustituir al recién asesinado presidente de la república. Finalmente se decidieron por Germán Suárez Flamerich, para ese entonces embajador en el Perú, quien fue encargado de inmediato de la presidencia de la junta.

## Homenajes
- En el nacimiento del río Orinoco se encuentra el cerro Carlos Delgado Chalbaud, a 1.047 metros sobre el nivel del mar. Dicho cerro se bautizó con su nombre dos años después de su muerte, durante la expedición franco-venezolana que remontó y exploró el curso superior del Orinoco y descubrió sus fuentes, encabezada por el oficial venezolano Frank Risquez Iribarren.

- Actualmente existe una organización sin fines de lucro denominada como: "Fundación Delgado-Chalbaud", cuya función social es la de difundir la vida y obra sobre este personaje y la de sus familiares.
- En la populosa parroquia de Coche Ubicada al Sur de Caracas en los años sesenta fue fundada en la Unidad Educativa Coronel Carlos Delgado Chalbaud.
- También existe el Colegio Carlos Delgado Chalbaud en la Av. Guzmán Blanco de Caracas.